# 대구고등학교
대구고등학교(大邱高等學校)는 대한민국 대구광역시 남구 대명동에 있는 공립 고등학교이다.

## 학교 연혁
- 1958년 3월 12일 : 대구고등학교 설립 인가(18학급)
- 1958년 4월 12일 : 개교식 및 입학식 거행(6학급, 신입생 390명)
- 1958년 10월 20일 : 초대 정진기 교장 취임
- 1959년 4월 10일 : 대봉동 교사에서 현위치로 이전
- 1961년 2월 25일 : 제1회 졸업식 거행(졸업생 356명)
- 1974년 12월 31일 : 부설 방송통신고등학교 설립 인가(남자 30학급)
- 1975년 4월 6일 : 부설 방송통신고등학교 개교 및 입학식(6학급 388명)
- 1988년 12월 5일 : 신축교사 준공
- 1999년 12월 15일 : 야구부 합숙소 「필승료」 개축 준공
- 2000년 9월 3일 : 실내 야구연습장 「필승관」 준공
- 2001년 10월 4일 : 학교 도서관 디지털 자료실 설치
- 2010년 3월 26일 : 자율형공립고등학교 선정
- 2012년 8월 24일 : 기숙사 준공
- 2015년 10월 5일 : 자율형 공립고 재지정(2016.03.01. - 2021.02.28.)
- 2018년 9월 1일 : 제25대 서재용 교장 취임
- 2022년 1월 4일 : 제62회 졸업식(265명, 누계 32,519명)
- 2022년 3월 2일 : 제65회 입학식(신입생 188명)

## 참고 자료
- 대구고등학교 - 한국교육학술정보원 학교알리미